# محمد لارتي
محمد لارتي (بالألمانية: Mohammed Lartey)‏ هو لاعب كرة قدم ألماني في مركز الوسط، ولد في 4 ديسمبر 1986 في دوسلدورف في ألمانيا. لعب مع روت فايس آهلن وهانزا روستوك وهولشتاين كيل.

## وصلات خارجية
- محمد لارتي على موقع قاعدة بيانات كرة القدم.إي يو (الإنجليزية)
- محمد لارتي على موقع بيانات كرة القدم. دي إي (الألمانية)
- محمد لارتي على موقع عالم كرة القدم.نت (الإنجليزية)